# Hedrenlav
Hedrenlav (Cladonia portentosa) är en lavart som först beskrevs av Léon Dufour, och fick sitt nu gällande namn av Coem. Hedrenlav ingår i släktet Cladonia och familjen Cladoniaceae.  Arten är reproducerande i Sverige. Inga underarter finns listade i Catalogue of Life.

## Källor

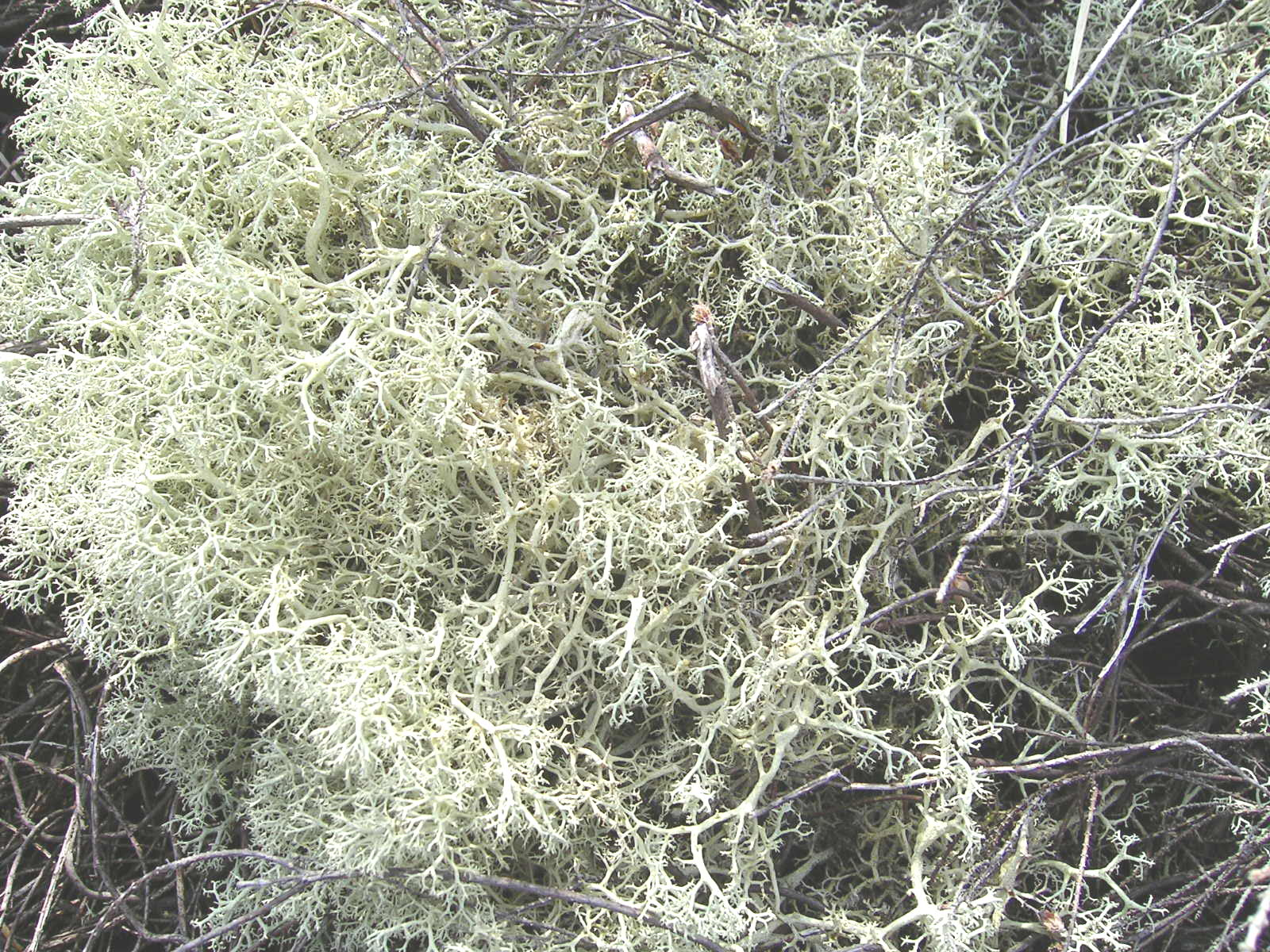